# Hans-Jörg Voigt

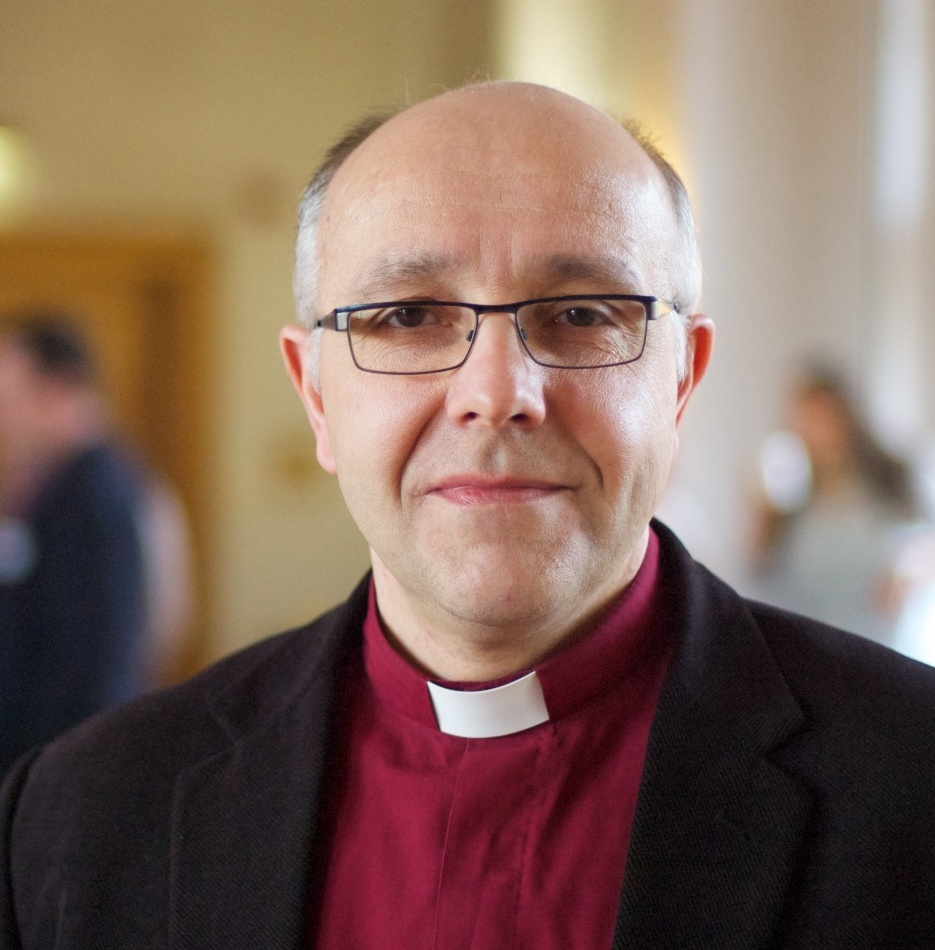
Bischof Hans-Jörg Voigt

Hans-Jörg Voigt (* 7. Juni 1962 in Dresden) ist Bischof der Selbständigen Evangelisch-Lutherischen Kirche (SELK) und ehemaliger Vorsitzender des Internationalen Lutherischen Rates.

## Leben und Wirken
Bischof Voigt wurde am 7. Juni 1962 in Dresden geboren und am 8. Juli 1962 in der Evangelisch-Lutherischen Dreieinigkeitsgemeinde Dresden getauft. Er studierte Evangelische Theologie in Leipzig, Berlin und Oberursel. Sein Vikariat leistete er von 1989 bis 1991 in der Evangelisch-Lutherischen Kreuzkirche Cottbus ab.
Er wurde am 15. Dezember 1991 in der Kreuzkirche in Cottbus zum Amt der Kirche ordiniert (Ordination). Er war Gemeindepfarrer der „altlutherischen Gemeinde“ in Greifswald, deren Bau einer eigenen Kirche (Otto-von-Bamberg-Kirche) er maßgeblich betrieben und begleitet hat. Am 11. Februar 2006 wurde er von der Kirchensynode zum Bischof der SELK gewählt. Diese Amtszeit war auf 12 Jahre begrenzt. Seine Einführung fand am 24. Juni 2006 (Johannistag) in der Gartenkirche St. Marien zu Hannover statt. Am 19. April 2018 wurde er auf der Sonderkirchensynode in der Kreuzgemeinde Stadthagen als Bischof wiedergewählt. Seine Amtszeit ist unbefristet. Die gottesdienstliche Bestätigung fand am 27. Mai 2018 im Rahmen des 9. Lutherischen Kirchentages der SELK in Erfurt statt. Das 1984 gegründete Concordia Lutheran Seminary der Lutheran Church Canada verlieh am 30. Mai 2014 Bischof Voigt die Ehrendoktorwürde. Als Begründung für die Verleihung der Ehrendoktorwürde wird sein Eintreten für das traditionelle Familienbild und den Schutz des ungeborenen Lebens genannt. Sein Hirtenbrief, „Ehe und Familie als Gabe Gottes entdecken“, aus dem Jahr 2013 hat weit über den Bereich seiner eigenen Kirche Auswirkungen im Kontext der Ökumene gehabt. So hat ihn die evangelische Nachrichtenagentur Idea zum „Bischof des Jahres 2013“ ernannt. Am 29. März 2014 erhielt Bischof Voigt eine „Respektzuweisung“ des Arbeitskreises christlicher Publizisten aus den Händen des koptisch-orthodoxen Generalbischofs in Deutschland, Anba Damian, ebenfalls für sein Engagement für das biblische Familienbild und sein Eintreten für den Schutz des Lebens. Aus Anlass von Voigts 60. Geburtstag erschien eine Festschrift.
Hans-Jörg Voigt ist mit Christiane Voigt, geb. Junker, verheiratet. Sie haben vier Kinder.

## Bisherige übergemeindliche Aufgaben
Bischof Voigt arbeitet in der Redaktion der Monatszeitschrift „Lutherische Kirche“ mit. 1999 erfolgte die Wahl in den Bezirksbeirat des Kirchenbezirks Berlin-Brandenburg, dessen Superintendent er von 2001 bis 2003 war. Von 2003 bis 2006 war er Leiter des Praktisch Theologischen Seminars zur Ausbildung der Vikare und Pfarrvikare und Vorsitzender der Prüfungskommission für das 2. Theologische Examen (examen pro ministerio). Seit 2010 war er Interimsvorsitzender und seit 20. September 2012 bis 2022 regulärer Vorsitzender des Internationalen Lutherischen Rates. Er ist außerdem Lehrbeauftragter für Seelsorge und Psychotherapie an der Lutherischen Theologischen Hochschule Oberursel.

## Ökumene
Bischof Voigt war Vertreter der SELK in der Arbeitsgemeinschaft Christlicher Kirchen (ACK) in Mecklenburg-Vorpommern und Sprecher der ACK in Greifswald. Als Vertreter der altkonfessionellen Kirchen wirkte er mehrjährig im Bundesvorstand der Arbeitsgemeinschaft Christlicher Kirchen in Deutschland mit.

## Veröffentlichungen
- Lutherisch Abendmahl feiern. Reihe: Praxis des Glaubens, Edition Ruprecht, Göttingen 2012, ISBN 978-3-8469-0097-0.
- Im Glauben der Kirche: Grundlagen des christlichen Glaubens in unserer Zeit hineingesprochen. MHD-Druck, Hermannsburg 2013, ISBN 978-3-00-040827-4.
- Luther zum Nachdenken. Ein Begleiter durch das Jahr. Edition Ruprecht, Göttingen 2016, ISBN 978-3-8469-0258-5
- Das heilige Vaterunser und der Dekalog – eine geistliche Betrachtung, in: Lutherische Theologe und Kirche (LuThK), Göttingen 2014, ISBN 978-3-8469-9914-1
- Jesus in der evangelischen Kirche und Theologie, in: Lutherische Theologie und Kirche (LuThK) 46, Göttingen 2024, S. 233–246, ISSN 0170-3846